# Hans Peter Richter
Hans Peter Richter   (Colònia, 28 d'abril de 1925 - Magúncia, 19 de novembre de 1993) va ser un especialista en psicologia social, tema sobre el qual va escriure diferents llibres d'assaig. També va col·laborar en guions per a la ràdio i la televisió i va escriure contes i novel·les infantils i juvenils que van tenir un gran ressò internacional. Una de les seves novel·les més conegudes i llegides és El meu amic Friedrich. Aquesta novel·la narra l'amistat de dos nens, un jueu i un cristià a l'Alemanya nazi.